# بوتن سوت
بوتن سوت (انگلیسی: Botten Soot; ۲۲ مارس ۱۸۹۵ – ۲۱ مهٔ ۱۹۵۸) هنرپیشه اهل نروژ بود.